# 淫乱
淫乱（いんらん）とは、みだらな行いをほしいままにして、性的に乱れていること。色欲をほしいままにしてみだらなこと。
しかし古典では、程度を過ごすことという意味で用いられている。

## 概説
淫乱とは、色欲（性欲）のままに、性道徳に合致していない行動をとることや、そのような様を指している。
メソポタミア神話に登場する女神イシュタルは淫乱さと非情さを非難されている。情欲をそそる相手なら、神であろうと獣であろうと賤しい身分の人であろうと、見境なしに性的な関係を持とうとし、関係を持った後にその相手をかならず悲惨な目にあわせた、とされるのである。タンムズという神と関係すれば、彼が死んで地下の死の国に囚われるようにしむけ、アラルという鳥と関係すればその翼を引き裂き、牧人の若者と関係すれば彼を狼に変えたという。
『礼記』の「大戴礼」では淫乱は七去（妻と離婚できる7つの事由）のひとつとされた。これは『女大学』（1716年刊）にも引き継がれた。
桐生操は『世界悪女大全:淫乱で残虐で強欲な美人たち』で、そうした女性としてE・バートリ、マルゴ王妃、西太后、則天武后、クレオパトラ、ジャクリーン・オナシスなどの名を挙げた。

## 関連する文献
- 桜井亜美（2003） 「純度 100 パーセントの純愛は純度 100 パーセント淫乱の裏返しである」小説 tripper、(特集 100 パーセントの純愛小説)
- 吉田潮（2007）「どうにもとまらない! 淫乱という生き方」新潮 45 (小特集 セックス放浪記)